# Irwin (Iowa)
Pour les articles homonymes, voir Irwin.
Irwin est une ville du comté de Shelby, en Iowa, aux États-Unis. Elle est fondée en 1881 et incorporée le 20 mai 1892.

## Source de la traduction
- (en) Cet article est partiellement ou en totalité issu de l’article de Wikipédia en anglais intitulé « Irwin, Iowa » (voir la liste des auteurs).